# Provinciaal Archeologisch Museum (Ename)

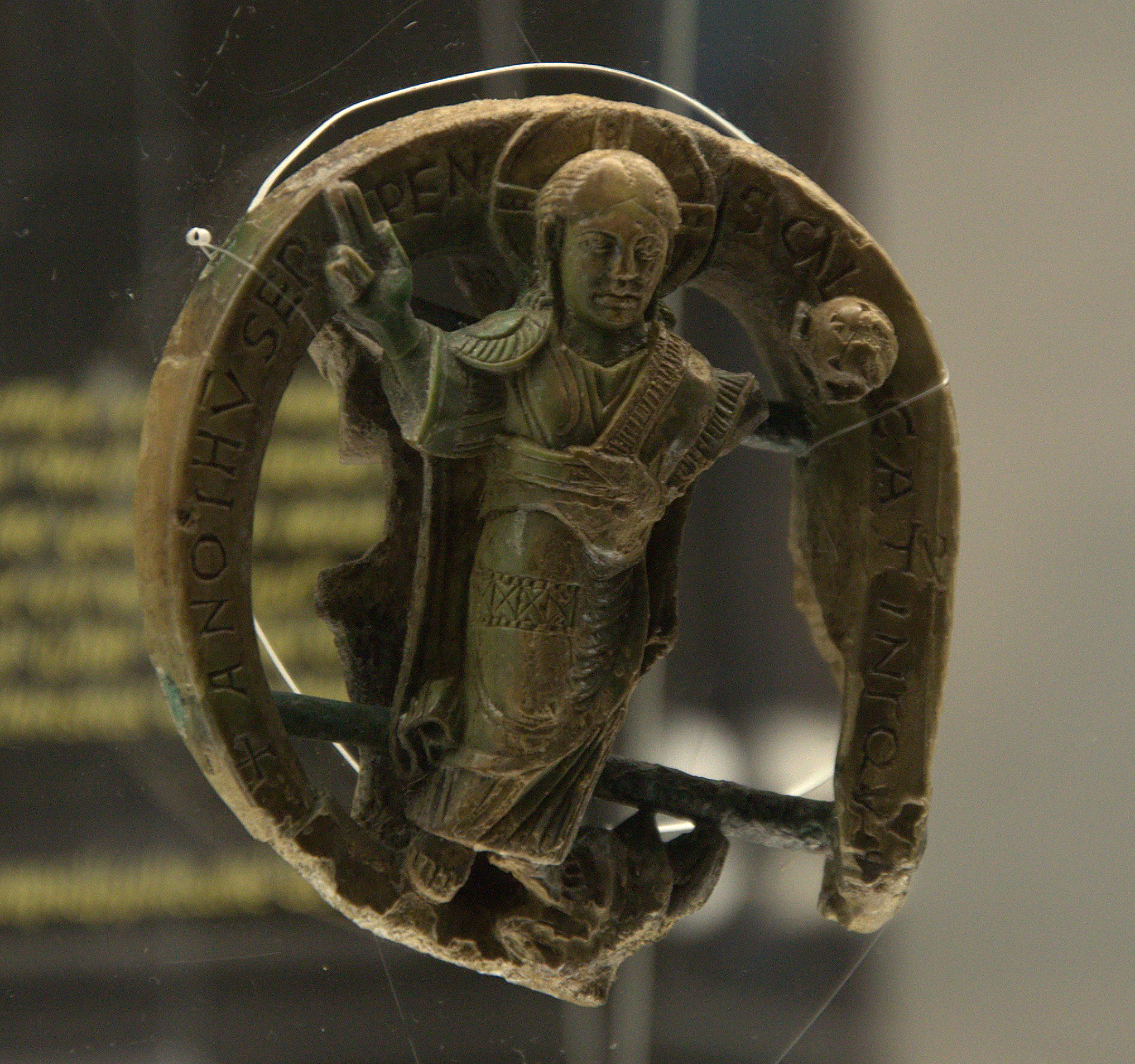
Kromstaf van Ename

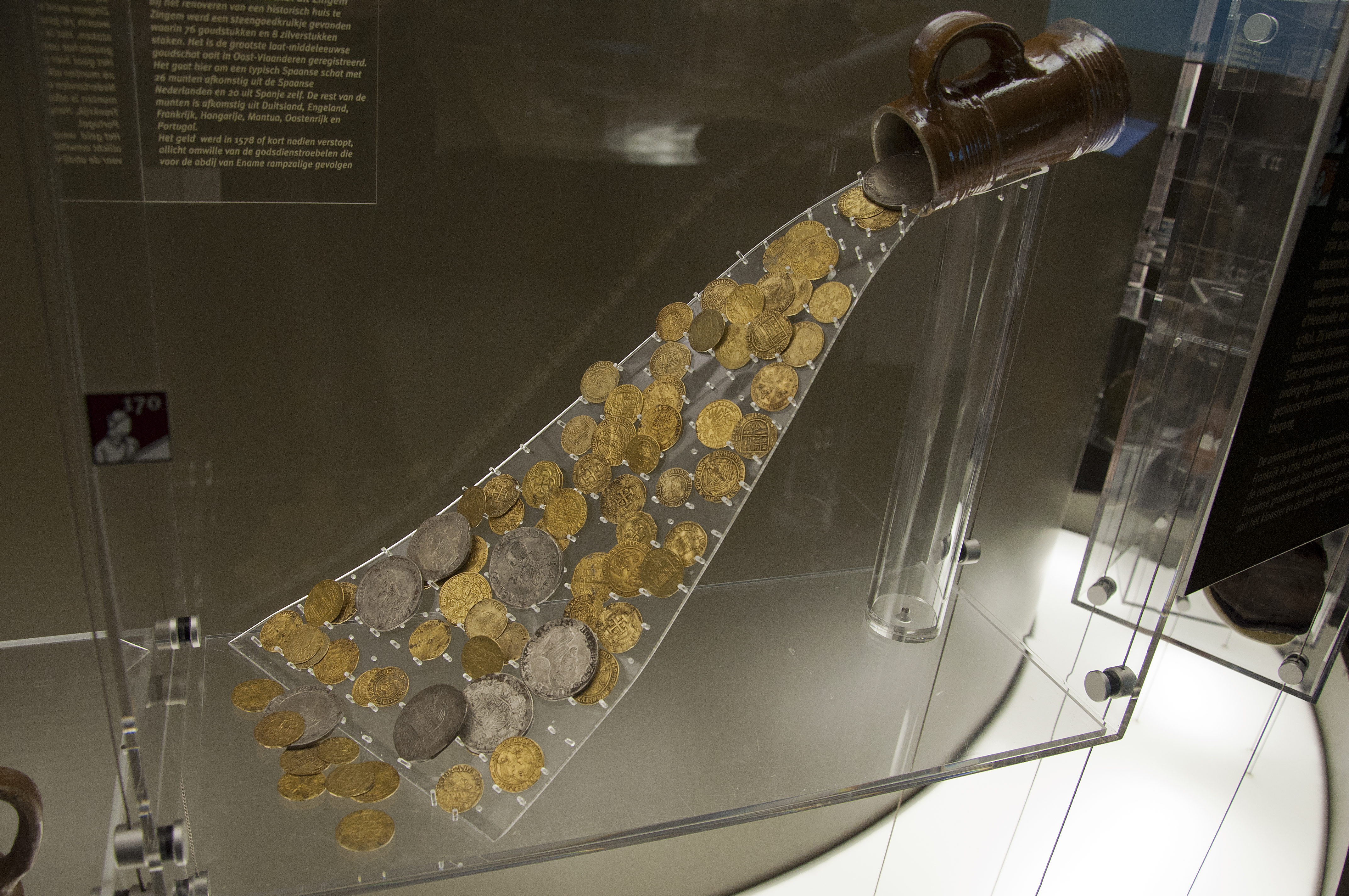
De muntschat van Zingem

Het Provinciaal Archeologisch Museum is deel van de provinciale erfgoedsite te Ename in Oost-Vlaanderen belicht het verleden van de Vlaamse Ardennen en meer specifiek het verleden van de hoge middeleeuwen.

## Pam Ename
Pam Ename handelt vooral over de middeleeuwen. Het museum maakt deel uit van Ename 974-project en bestaat uit vier pijlers:
- De archeologische site, 8 ha groot, gesitueerd in de Scheldemeersen. Hier zijn de grondvesten bewaard van de Ottoonse burcht, de handelsnederzetting en de Sint-Salvatorabdij.
- Pam Ename. Het museum, bekend als Huis Beernaert, bevond zich naast de Sint-Laurentiuskerk. Het opende zijn deuren in 1998 en sloot in 2023. Het toonde het dagelijks leven van Ename, vanaf de vroege Middeleeuwen tot nu in 3 delen:
  - De Tijdslijn liet de mensen de puzzel van het verleden met interactieve presentatietechnieken samenstellen. Het museum wil de bezoekers zo goed mogelijk met het verleden laten kennismaken via multimedia, films en "hand on".
  - Tijdens feestdis van 1000 jaar vertelden heren, knechten, abten, lekenbroeders, gravinnen en archeologen aan een tafel over hun leven.
  - Het archeolabo liet de bezoekers met de wetenschap, onderzoekstechnieken en -methodes kennismaken.

Eind 2023 verhuisde het museum van Huis Beernaert aan de Lijnwaadmarkt naar het Provinciaal Erfgoedcentrum (provinciale erfgoedsite Ename) aan de Lotharingenstraat bij de archeologische site.
- De Sint-Laurentiuskerk.
- Het natuurreservaat Bos t'Ename.

## De kromstaf van Ename
Een van de tentoongestelde stukken is een fragment van een 11e-eeuwse ivoren kromstaf die gevonden werd in de inmiddels verdwenen Sint-Salvatorabdij (zie foto) en is een Vlaams topstuk. De Salvatorfiguur (Jezus Christus als verlosser) draagt Joodse kledij, een verwijzing naar de oorsprong van het christelijke geloof. In zijn linkerhand draagt hij een rijksappel, symbool van macht, versierd met een kruis dat aangeeft dat Christus over de wereld heerst. Onderaan wordt een draak door Sint-Salvator vertrappeld, symbool voor het kwade in de wereld. Dit wordt in het antieke Latijn aangeduid als calcatio, een woord dat op de staf is vermeld.
Provincie Oost-Vlaanderen heeft 5 erfgoedsites in totaal. Naast Erfgoedsite Ename (met pam en Erfgoedcentrum), ook Mola Molencentrum, Provinciale Erfgoedsite Scheepswerven Baasrode, Provinciale Erfgoedsite Kasteel van Middelburg en het Provinciaal Archeocentrum Velzeke te Velzeke-Ruddershove.

## Afbeeldingen

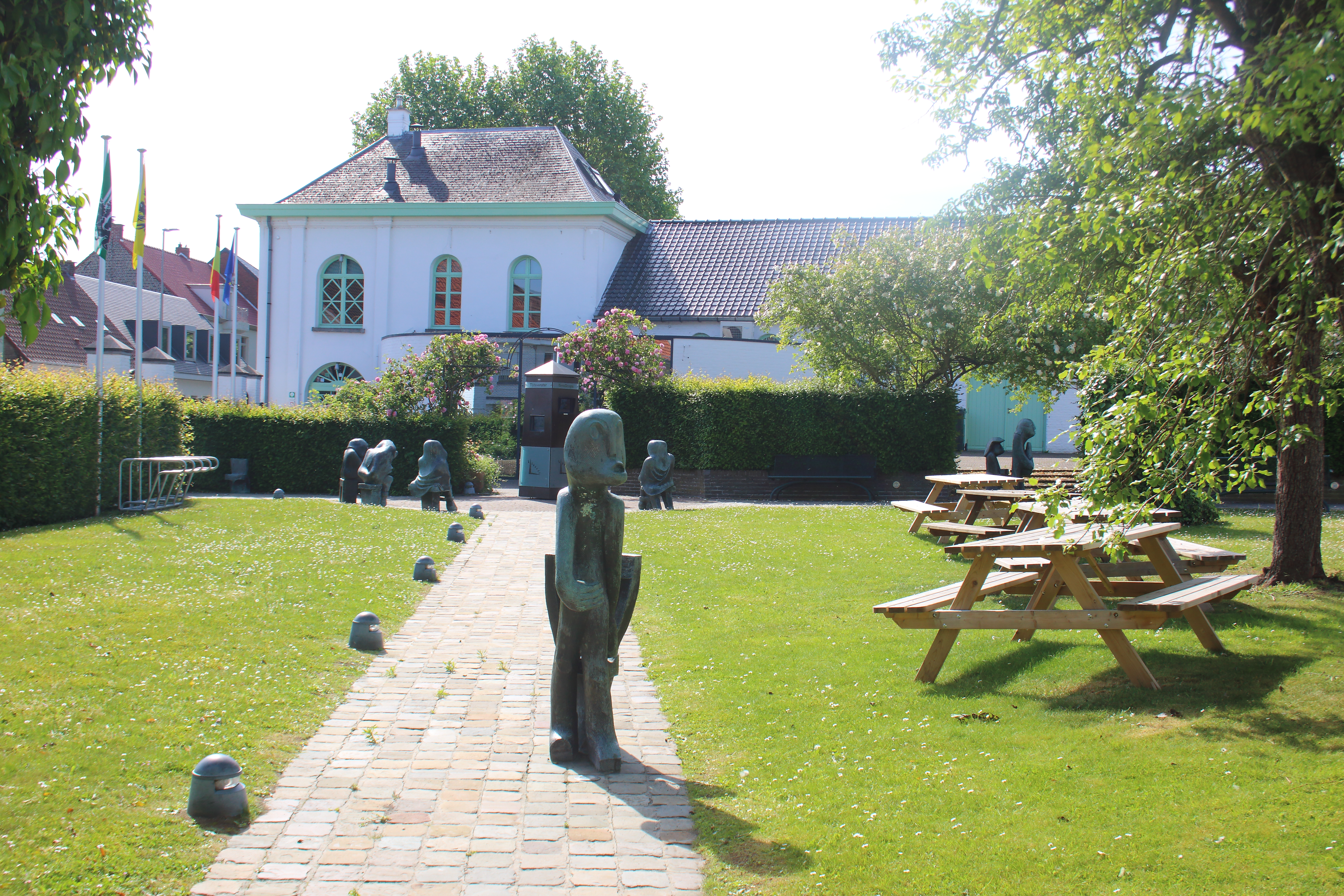
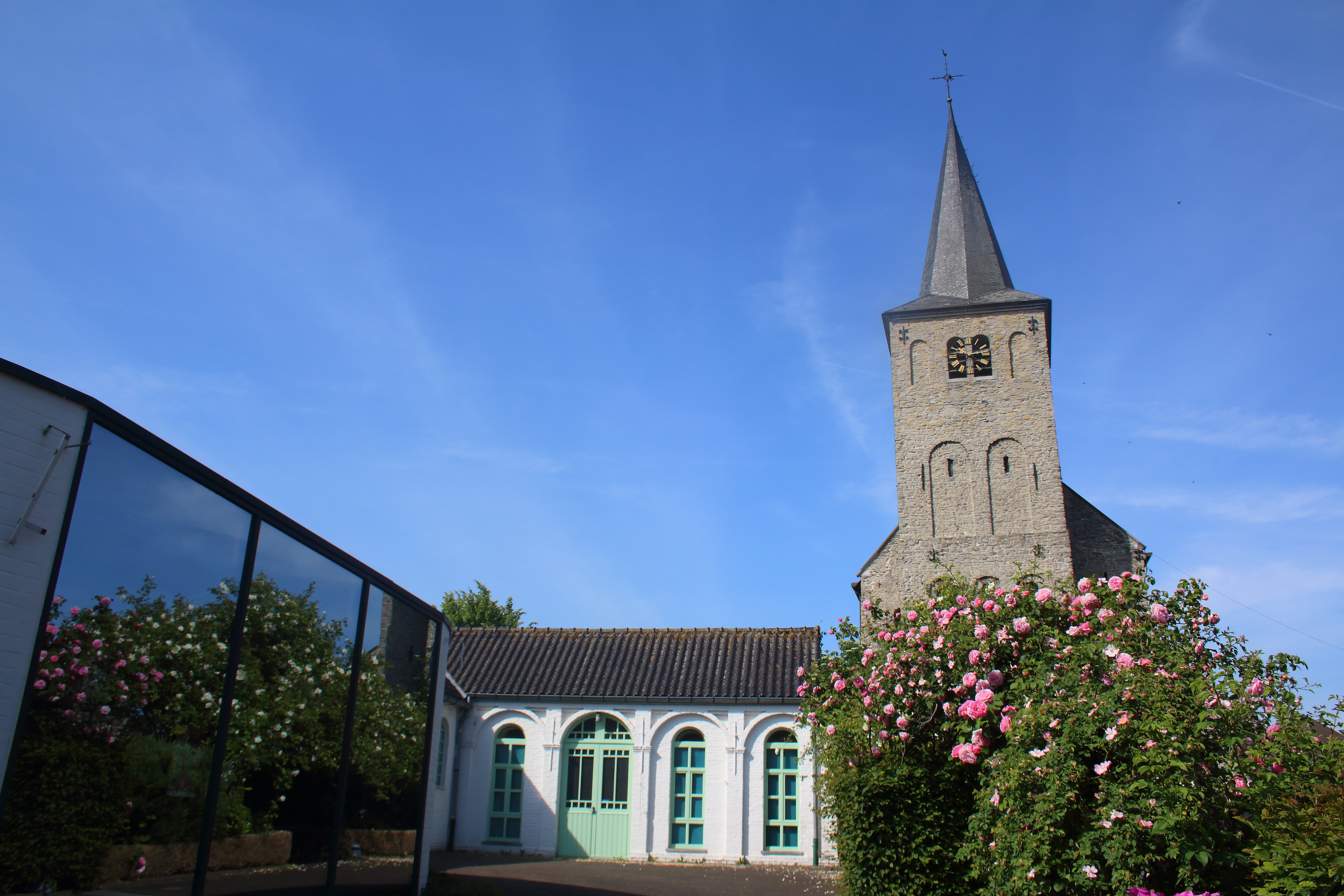
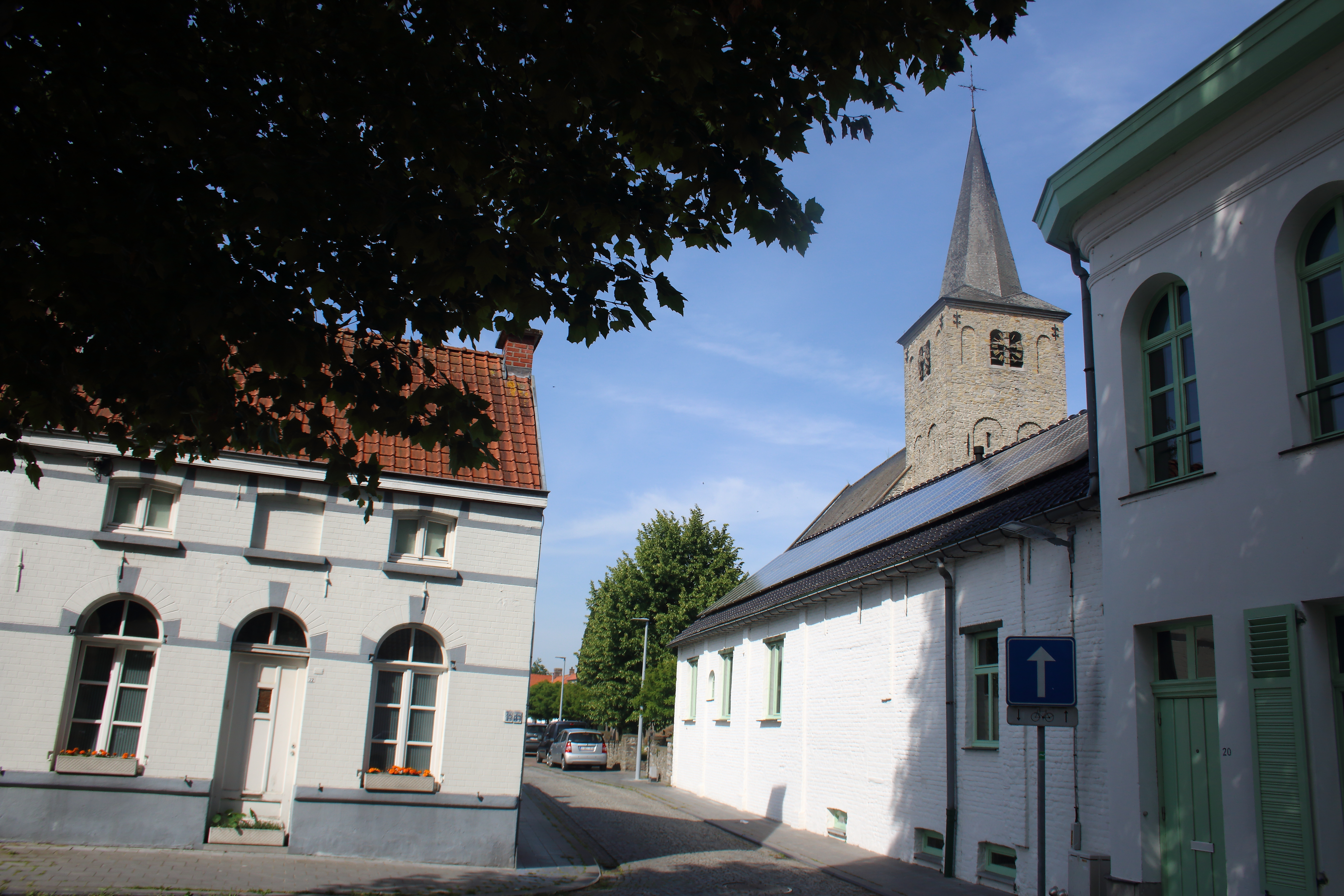
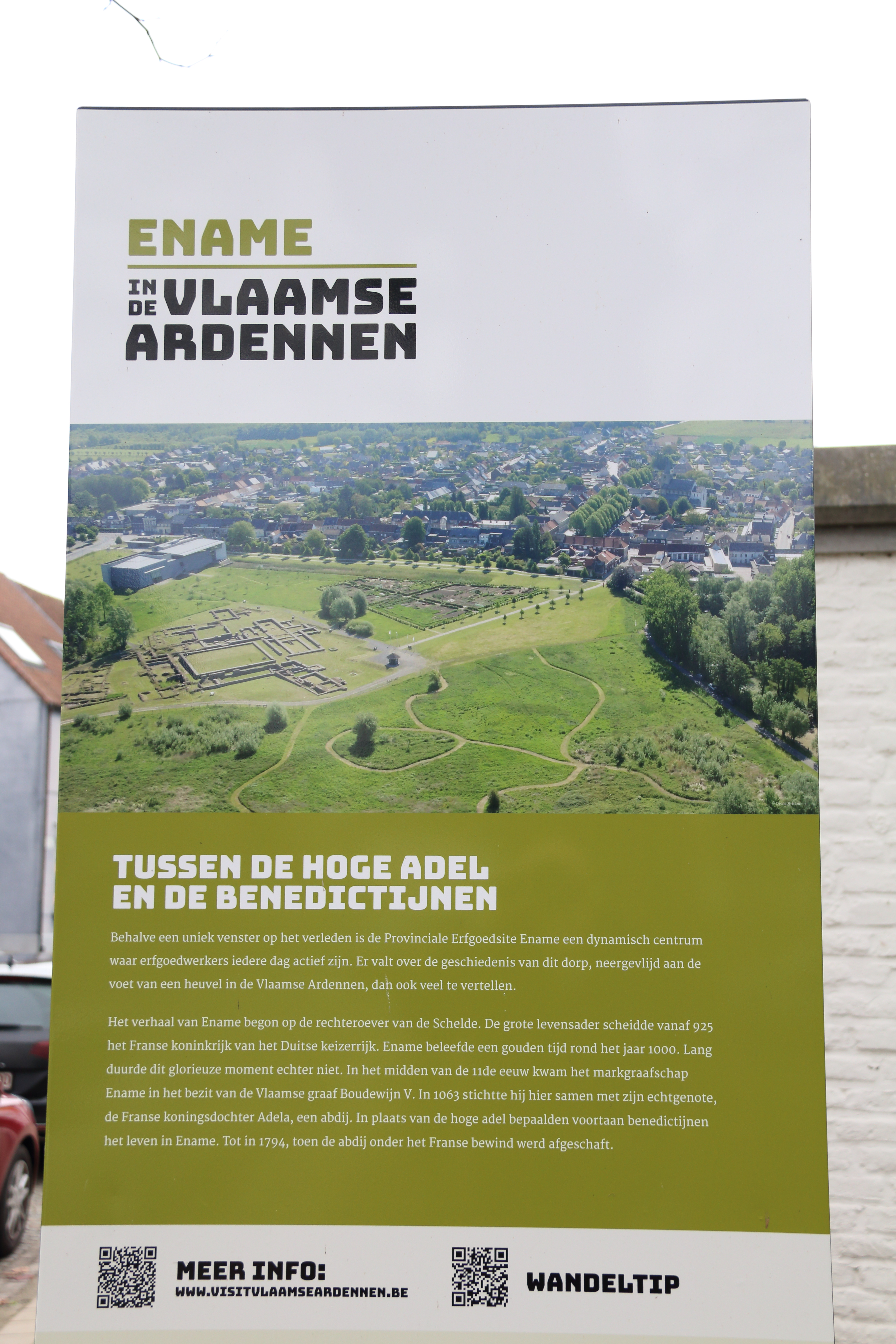